# أوربين ليدوكس
أوربين ج. ليدوكس (13 أغسطس 1874- 8 أبريل 1941)، المعروف لاحقًا باسم «السيد زيرو»، مفضلًا اسمه الأساسي كي لا يصبح بارزًا، كان دبلوماسيًا أمريكيًا وناشطًا لديه اهتمام معلن بالإيمان البهائي.
بدأ بحثه لخدمة الإنسانية مبكرًا في حياته. سعى أن يصبح كاهنًا كاثوليكيًا بعمر الخامسة عشر، ولكنه شهد حالة اعتداء من قبل كاهن وغادر معهد تعليم اللاهوت في سن السابعة عشرة. بدأ العمل في مجال القانون والأعمال، آملًا أن يستخدم هذا المجال وسيلةً لتقدم الإنسانية. سعى بعد ذلك إلى للخدمة في السلك الدبلوماسي للولايات المتحدة بهذه المقاربة ونال بعض الترقيات. ناصر فكرة أن التطور التجاري يمكن استخدامه وسيلةً لخدمة البشرية، ولكنه وصل إلى قناعة أن التحول الشخصي أكثر أهميةً.
استقال من السلك الدبلوماسي، وسعى إلى العمل مع المنظمات غير الحكومية في كل من مجالَي الأعمال والسلام. بعد فترة قصيرة، عمل مع البهائيين وكان حاضرًا في وقت الصراع على وضع سارة فارمر. قاد الجهود لتحريرها من الحجز القسري في المصحة العقلية، وفي النهاية جمع رئيس الشرطة والقاضي لإصدار قرار من المحكمة لتنفيذ أمر تحريرها.
بدأ بعد ذلك بتأسيس منظمات تُعنى بالشأن الإنساني. سعى أولًا إلى وصول الأخبار للمساعدة في حل مشكلة البطالة بعد الحرب العالمية الأولى بين العمال وقدامى المحاربين الواقعين في خط الفقر. ناصر العقيدة البهائية، وإن كان بفهم محدود لمبادئ هذه العقيدة. نظم ليدوكس أحداثًا تسعى إلى رفع الوعي حول معاناة العاطلين عن العمل في نيويورك وبوسطن.
نُظر إلى جهوده على أنها صدامية جدًا. أُغلقت حفلاته بشكل متكرر، حتى عندما كان أقل صداميةً وخاض نقاشات مع القادة. جُدد العمل بشدة أكبر خلال الكساد العظيم، لكنه كان بعمر الستين وتوفي بعد فترة قصيرة. سُجلت بعض من أعماله وسلوكياته في صور ونشرات أخبار.

## سيرة حياته
وُلد ليدوكس في الثالث عشر من أغسطس عام 1843 في سانت هيلين دو باغوت، كيوبيك، وانتقلت عائلته بعد فترة قصيرة إلى بيديفورد بماين. ارتاد المدرسة لفترة قصيرة وبدأ العمل لدعم العائلة في سن التاسعة. كان خادمًا للمذبح وقرأ كتب الدين الفرنسية. في سن الخامسة عشرة، سعى إلى دخول الكهنوت الكاثوليكي في معهد اللاهوت في أريفيل، كيوبيك. بعد عامين، شهد حادثة اعتداء من كاهن على خادم للمذبح، ترك إثرها الكهنوت وبدأ العمل في مكتب محاماة في ماين. بدأ أيضًا بتنظيم النوادي السياسية، وأصبح قائد الجناح الجمهوري، وأطلق أول منشورات وصحف باللغة الفرنسية في ماين.
في عام 1895، سعى ليدوكس إلى فتح قناة استشارية مع الحكومة الأمريكية في سن الحادية والعشرين، وعُيّن في تروا ريفيير حيث انخرط في أعمال الترويج واللغة الفرنسية والثقافة في بيئة ناطقة بالإنجليزية، بالإضافة إلى سعيه لتحقيق التوازن في تلك المناصرة. رُقي عام 1903، وأُرسل بصفته قنصلًا إلى براغ حيث مثّل مصالحًا لعدة أعمال. في عام 1907، رُقي مرةً أخرى، ولكنه اختار عدم قبول التعيين في البرازيل.
تحداه البعض بأن أهدافه تتطلب وسائلًا لتحويل الطبيعة البشرية. عاد إلى الولايات المتحدة في عام 1910، وانخرط في مبادرات منطقة بوسطن للسلام في ذات العام. في عام 1912، كان يعمل مع ناشط السلام بول أوتليه.
في عام 1915، عمل ليدوكس مع البهائيين، وخصوصًا في مدرسة غرين أكر، وعزا لاحقًا كل أفعاله إلى مبادئ العقيدة البهائية. كان ليدوكس على الأغلب ثالث بهائي فرانكوفوني يُولد خارج كندا. في ذلك الوقت، كانت سارة فارمر، مؤسسة مدرسة غرين أكر، مريضةً وأُودعت قسريًا في مصحة عقلية. قاد ليدوكس الجهود لتحريرها والتي، رغم كونها صداميةً، تضمنت رئيس الشرطة وقاضيًا في محاولة لإصدار قرار محكمة. أشاد عبد البهاء، رئيس الطائفة البهائية، بجهود ليدوكس لتحرير فارمر.
في ذلك العام، موّل هنري فورد بعثة سفينة السلام، التي أبحرت في ديسمبر عام 1915، في محاولة لإنهاء الحرب العالمية الأولى. حاول ليدوكس الانضمام إلى الحملة، لكن طلبه لم يُقبل. ومع ذلك، لم يقف مكتوف الأيدي، فقفز من الرصيف البحري، وسبح وراء السفينة، وهو فعل أثار انتباه الصحف وأدخله دائرة الاهتمام العام.
عندما أصبحت تصرفاته أوضح، احتج بأن أهدافه لم تكن سياسيةً، وبأنه لم يكن محرضًا أو بلشفيًا، وبأن أهدافه ذات قواعد دينية. ادعى أنه كان يحاول إيقاظ ضمير الناس النائم.